# Капилен
Капилен (англ. Capulin) — потухший вулкан. Площадь — 3,21 км².
Расположен в северо-восточной части штата Нью-Мексико, примерно в 350 км на юго-востоке от Денвера (Колорадо). Ему был присвоен статус Национального Памятника 9 августа 1916 г.
Капилен вулкан центрального типа с аккуратным симметричным конусом, образованным выброшенными шлаками. Высота над уровнем моря — 2494 м. На самой его вершине находится заповедник Capulin Volcano National Monument. Глубина кратера около 120 м.
Для удобства туристов прямо к вершине проложена спиральная дорога, длиной около 3 км.